# 天理時報
天理時報（てんり・じほう）とは天理教機関新聞紙で、天理教の出版・映像製作部門「天理教道友社」より発行されている。2023年1月25日より、インターネット上で記事が閲覧可能な「天理時報オンライン」のサービス提供も開始された。

## 概要
天理教の文書伝道の役割を果たしている機関紙。天理教教内のニュースや各種イベントについて詳しく紹介しているほか、天理教信者の活動の様子、コラム・エッセーなどが掲載されている。会社名に天理時報がつく株式会社天理時報社が発行していると誤認しがちだが、発行しているのは天理教道友社である。ちなみに道友社は宗教法人たる天理教の広報部門であり、独立の法人格を有していない。同様の手法は創価学会の聖教新聞や、富士大石寺顕正会の顕正新聞など、他の宗教団体でも採られている。
ただ、昔は天理時報社が発行していたため、今でも時報社が発行していると認識している信者もいる。なお、印刷は天理時報社が担っている。発行日は1月1日号の同日発行から、以後毎週日曜日である。

## 歴史
1930年（昭和5年）10月18日、天理図書館の開館式の当日に、同館よりタブロイド判で創刊された。当初は図書館報としての役割を果たしていた。しかし、1931年（昭和6年）7月2日の第37号より発行元が図書館から道友社に移管された。同年10月の第51号からは各教区や教会から発行されていた機関誌類を統合し、紙面も普通新聞紙型（ブランケット判）に拡大された。1943年（昭和18年）には第二次世界大戦が激しくなり、用紙節約の為に多くの出版物が休刊・廃刊を余儀なくされたが、天理時報は紙面を減らし発行が続けられた。その後もページの増減を繰り返しながら長らくブランケット判にて発行されてきたが、2021年（令和3年）4月4日号より判型が再びタブロイド版に戻された。天理時報は現在では文書伝道の大きな要である。

## 購読数
ピーク時には約30万部であったが、一般の新聞同様、年々減少している。なお、1984年（昭和59年）6月2日に清水表統領が拡張運動を提唱し、1984年10月13日には30万部購読を達成した。これがもっとも多かったとされている。拡張運動にはさまざまな意見があったが、デジタル化や信者数の減少など、様々な要因から購読数は減少し続けており、10万部を割り込んでいると推測される。

## 過去に発行された天理時報
- 天理時報満州版・朝鮮版
1933年（昭和8年）の4月・9月に大陸布教の伸展が及んだことから現地語で相次いで発行された。

1937年（昭和12年）の立教百年祭と教祖50年祭の活動を活発化させるために全国に支局が開設され地域版が発行された。
- 天理時報東京版（昭和9年3月発行）
- 天理時報東海版（名古屋支局から昭和11年9月発行）
- 天理時報九州版（福岡支局より同年11月発行）

その他、号外が発行されたこともある。また、教祖年祭（40年祭～100年祭）の時には日報として期間中に毎日発行されていた。

## 天理いきいき通信（旧：天理時報特別号）
天理いきいき通信はB5版カラー4ページで毎月1回発行されている小雑誌。2023年1月号から旧天理時報特別号（B5判カラー8ページ）をフルリニューアルし、現在も発行が続けられている。旧天理時報特別号は1996年（平成8年）に、にをいがけ用リーフレットに体裁が改められた「人間いきいき通信」と併合して発行されていた。目を引く表紙の写真や天理教に関する簡単な記事、世の中で活躍している天理教の信者のコラムなどが掲載されている。